# Faro de Pass Manchac
El Faro de Pass Manchac (en inglés: Pass Manchac Light) fue un faro histórico construido por primera vez en 1838 para marcar el lado norte de la entrada en el Pass Manchac, el canal entre el lago Pontchartrain y el lago Maurepas, en Luisiana, al sur de Estados Unidos. Fue reconstruido en 1842, 1846 y 1857, dejado sin uso en 1987 y finalmente destruido por el huracán Isaac en 2012.

## Historia
En 1682, el explorador francés La Salle descubrió la desembocadura del río Misisipi navegando río abajo desde los asentamientos franceses de la región de los Grandes Lagos. La Salle llamó Luisiana a la zona cercana a la desembocadura del río, en honor a su rey, Luis XIV.
Durante los doscientos años siguientes, los capitanes de los barcos utilizaron los lagos para llegar al interior de Luisiana, evitando la desalentadora tarea de navegar río arriba contra la poderosa corriente del Mississippi. El 3 de marzo de 1837, el Congreso aprobó la construcción de un faro en el extremo noreste del Paso de Manchac para marcar este enlace entre los lagos. El primer faro fue uno de los cuatro que han marcado el paso. En la torre original se utilizó "mortero de barro" en lugar de cal y arena, y en pocos años la torre se estaba desintegrando y tuvo que ser reconstruida. La torre de sustitución, construida en 1842, no duró mucho más que la primera. El lago invadió la estación, hasta que los cimientos de la torre quedaron completamente sumergidos y la integridad de la torre se vio comprometida.
El tercer faro de Pass Manchac, erigido en 1846, era significativamente diferente a los dos primeros. Construido con cipreses que abundaban en los pantanos cercanos, el faro consistía en una vivienda victoriana de dos pisos con una torre que se elevaba en el centro. Esta tercera torre tenía el mismo problema que las anteriores: estaba construida demasiado cerca de la orilla. Al erosionarse la zona de amortiguación entre la torre y el lago, la torre se inclinó. Se construyó un rompeolas alrededor del faro en un vano intento de salvar la estructura, pero en 1855, el inspector recomendó construir un nuevo faro.
La nueva construcción se realizó doscientos pies al noroeste del tercer faro, en un terreno no propenso a las inundaciones, e incluyó una vivienda de ladrillo de una planta y media conectada a una torre cilíndrica de aproximadamente la misma altura, la primera y única que se construyó en la costa del Golfo. Se utilizó un sistema de reflectores en la torre cuando se terminó de construir en 1857, pero la guerra fue dura para la torre. La linterna tuvo que ser sustituida y se instaló una nueva cubierta de granito, pero el faro fue reparado en poco más de tres meses y volvió a estar en servicio en diciembre de 1866. En 1872 se construyó un rompeolas con pilotes de pino amarillo de doce pulgadas cuadradas. En 1886 se reconstruyó el rompeolas con pilotes de ciprés, pero un huracán lo derribó en agosto de 1888 y hubo que reconstruirlo de nuevo. El faro también se vio afectado por tormentas en 1890, 1915, 1926 y 1931. Para evitar más daños en el rompeolas, en 1902 se colocaron 1714 toneladas de roca a su alrededor, seguidas de otras 800 toneladas al año siguiente.
El faro se automatizó en 1941, y la vivienda del encargado fue retirada en 1953, cuando el faro ya estaba en una isla. La Guardia Costera abandonó el faro en 1987, al ser sustituido por una torre de esqueleto en el lado sur del paso. En 2002, la sala de la lámpara fue retirada de la torre para su restauración, y desde febrero de 2008 se exhibe en el Museo Marítimo de la Cuenca del Lago Pontchartrain, en Madisonville (Luisiana). El resto de la torre fue destruido en agosto de 2012 por el huracán Isaac.